# Кльвовська-Воля
Кльвовська-Воля (пол. Klwowska Wola) — село в Польщі, у гміні Кльвув Пшисуського повіту Мазовецького воєводства.
Населення — 73 особи (2011).
У 1975-1998 роках село належало до Радомського воєводства.

## Демографія
Демографічна структура станом на 31 березня 2011 року:
|          | Загалом | Допрацездатний вік | Працездатний вік | Постпрацездатний вік |
| -------- | ------- | ------------------ | ---------------- | -------------------- |
| Чоловіки | 33      | 8                  | 23               | 2                    |
| Жінки    | 40      | 8                  | 23               | 9                    |
| Разом    | 73      | 16                 | 46               | 11                   |